# شيه بينجفاي
شيه بينجفاي (بالصينية: 谢鹏飞) (29 يونيو 1993 بغوييانغ في الصين - ) هو لاعب كرة قدم صيني في مركز الوسط. شارك مع منتخب الصين تحت 17 سنة لكرة القدم ومنتخب الصين تحت 20 سنة لكرة القدم ومنتخب الصين تحت 23 سنة لكرة القدم. أما مع النوادي، فقد لعب مع جيانغسو سونينغ وجيجيانغ غرينتاون وWenzhou Provenza F.C. ‏.

## وصلات خارجية
- شيه بينجفاي على موقع قاعدة بيانات كرة القدم.إي يو (الإنجليزية)
- شيه بينجفاي على موقع Soccerway.com (الإنجليزية)
- شيه بينجفاي على موقع اللجنة الأولمبية الصينية (الإنجليزية)